# Heisteria
Genre
Heisteria est un genre de plantes de la famille des Olacacées.

## Liste des espèces
Espèces incluses (selon Tropicos, site consulté le 5 juin 2014):

Heisteria acuminata, Heisteria acuta, Heisteria amazonica, Heisteria amphoricarpa, Heisteria asplundii, Heisteria barbata, Heisteria biflora, Heisteria blanchetiana, Heisteria brasiliensis, Heisteria burchelii, Heisteria burchellii, Heisteria caloneura, Heisteria cauliflora, Heisteria celastrinea, Heisteria chippiana, Heisteria citrifolia, Heisteria coccinea, Heisteria concinna, Heisteria costaricensis, Heisteria cyanocarpa, Heisteria cyathiformis, Heisteria densifrons, Heisteria duckei, Heisteria erythrocarpa, Heisteria eurycarpa, Heisteria fatoensis, Heisteria flexuosa, Heisteria guianensis, Heisteria huberiana, Heisteria insculpta, Heisteria iquitensis, Heisteria ixiamensis, Heisteria kappleri, Heisteria krukovii, Heisteria latifolia, Heisteria laxiflora, Heisteria longifolia, Heisteria longipes, Heisteria macrophylla, Heisteria maguirei, Heisteria maytenoides, Heisteria media, Heisteria megalophylla, Heisteria micrantha, Heisteria microcalyx, Heisteria microcarpa, Heisteria minor, Heisteria mitior, Heisteria nitida, Heisteria olivae, Heisteria ovata, Heisteria pacifica, Heisteria pallida, Heisteria paraensis, Heisteria parvicalyx, Heisteria parvifolia, Heisteria pentandra, Heisteria perianthomega, Heisteria povedae, Heisteria raddiana, Heisteria rhaptostylum, Heisteria rubricalyx, Heisteria salicifolia, Heisteria scandens, Heisteria sessilis, Heisteria silvianii, Heisteria skutchii, Heisteria sleumeri, Heisteria spruceana, Heisteria subsessilis, Heisteria surinamensis, Heisteria tessmanniana, Heisteria trillesiana, Heisteria tubicina, Heisteria uleana, Heisteria vageleri, Heisteria winkleri, Heisteria yapacaniensis, Heisteria zimmereri